# نهائي كأس الكؤوس الأوروبية 1974–75
نهائي كأس الكؤوس الأوروبية 1974–75 هي المباراة النهائية من منافسة كأس الكؤوس الأوروبية 1974–75، أقيمت المباراة في 14 مايو 1975، في سانت ياكوب بارك، بين فريقي دينامو كييف، ونادي فيرينتسفاروشي، وفاز فيها دينامو كييف، بعد أن هزم نادي فيرينتسفاروشي، بنتيجة 3 - 0، وكان حكم المباراة Bobby Davidson ‏، وحضر المباراة 10897 شخصاً.

## تفاصيل المباراة
لعبت المباراة النهائية في 14 مايو 1975.
| دينامو كييف | 3 -0 | نادي فيرينتسفاروشي |
| ----------- | ---- | ------------------ |
|             |      |                    |